# أدريان بروس
أدريان بروس (بالإنجليزية: Adrian Burrows)‏ هو لاعب كرة قدم بريطاني، ولد في 16 يناير 1959 في سوتون إن أشفيلد في المملكة المتحدة. لعب مع نادي بليموث أرجايل ونادي ساوثيند يونايتد ونادي مانسفيلد تاون ونادي نورثامبتون تاون.